# 파인만 (마이크로아키텍처)
파인만(Feynman)은 엔비디아의 GPU용 마이크로아키텍처로, 엔비디아 GTC 2025에서 CEO인 젠슨 황이 발표했다. 이론 물리학자 리처드 파인만의 이름을 따왔다. 이전 세대 마이크로아키텍처 베라 루빈의 베라 CPU를 사용할 예정이며, 2028년에 출시될 계획이다. 파인만은 고대역 메모리(HBM)를 사용할 것이다. 엔비디아는 파인만 설계 가속을 위해 자체 블랙웰 GPU를 사용하고 있다.